# Idgiomimula uhligi
Idgiomimula uhligi là một loài bọ cánh cứng thuộc họ Oedemeridae. Loài này được miêu tả khoa học đầu tiên năm 2004 bởi Vazquez.